# 6 fructidor
6 thermidor 6 jour complémentaire
Le sextidi 6 fructidor, officiellement dénommé jour de la tubéreuse, est le 341e jour de l'année du calendrier républicain. Il reste 24 jours avant la fin de l'année, 25 en cas d'année sextile.
C'était généralement le 23e jour du mois d'août dans le calendrier grégorien.